# Carnival of Souls (film 1962)
Carnival of Souls è un film del 1962 diretto da Herk Harvey.
Prodotta dallo stesso regista Herk Harvey, che è anche autore del soggetto ed interprete, con un budget minimo, la pellicola di genere horror venne bollata come B-movie e non guadagnò l'attenzione del pubblico all'uscita nelle sale.
Nel tempo il film ha poi avuto un vasto seguito soprattutto in America raggiungendo lo status di cult movie per cui di tanto in tanto, specialmente nel periodo di Halloween, viene riproiettato.

## Trama
Mary Henry è una giovane e talentuosa organista che si trova in macchina con un paio di amiche quando alcuni ragazzi le sfidano ad una corsa. Ad un certo punto le ragazze, perso il controllo dell'auto, da un ponte finiscono nel fiume sottostante. Dopo tre ore di inutili ricerche tra i fanghi del fiume, la sola Mary riemerge sulle sue gambe, misteriosamente illesa.
Quando Mary torna sulla scena dell'incidente, e poi ancora quando esegue un concerto improvvisato in una fabbrica di organi, si mostra piuttosto fredda e distaccata, forse in conseguenza dell'incidente.
Mary si reca quindi a Salt Lake City, dove ha ottenuto un nuovo posto di lavoro come organista in una chiesa. Mentre è in auto vede un grande padiglione abbandonato (nella realtà è il parco di divertimenti Saltair a Salt Lake City), che sembra invitarla nel crepuscolo. Poco dopo, mentre guida lungo un tratto di strada deserto, ha un'apparizione: una figura deforme e macabra (alias l'Uomo), la cui immagine sostituisce quella di lei riflessa nel finestrino dal lato passeggeri. 
Mary fa quindi conoscenza con la sua nuova padrona di casa e con un libertino coinquilino. Sempre più spesso la sua immagine riflessa è sostituita da quella dell'Uomo e allo stesso tempo continua ad avere visioni dell'Uomo non più confinate solo a specchi o finestre. Anche se nessuno è a conoscenza di questa presenza, Mary comincia a vivere esperienze terrificanti in cui lei stessa diventa invisibile ed impercettibile al resto del mondo, come se semplicemente non ci fosse.

 
La dinamica diventa ben presto quella del suo essere sospesa tra il mondo normale e il mondo dell'Uomo, o, più semplicemente, tra il regno dei vivi e dei morti. A volte si tiene a distanza dal suo coinquilino, chiaramente disgustata dai suoi desideri carnali; altre sembra incoraggiarlo. Un momento sembra avere il controllo della sua vita, sprezzante del soprannaturale, il momento successivo è terrorizzata dall'ignoto, al di là dell'aiuto della scienza impersonificata da uno psichiatra che si offre di aiutarla, e della religione, rappresentata dal sacerdote della chiesa in cui suona. Dopo il suo arrivo in città, Mary comincia a essere ossessionata dal padiglione, come se vi fosse in qualche modo legata per motivi che non riesce a capire. Mary è anche ossessionata dalla musica d'organo che le sembra di udire, una musica che diventa sempre più cupa. Guidando verso la città, sull'autoradio non riesce a sintonizzare altro che questa strana musica. A un certo punto, mentre sta suonando gli inni con l'organo della chiesa, la musica si fa lugubre mentre a sua insaputa l'Uomo appare sotto l'organo; più tardi, mentre fa il bagno, esegue una serie di passi seguendo la musica nella sua testa, in un incrocio tra il suonare l'organo e ballare. 

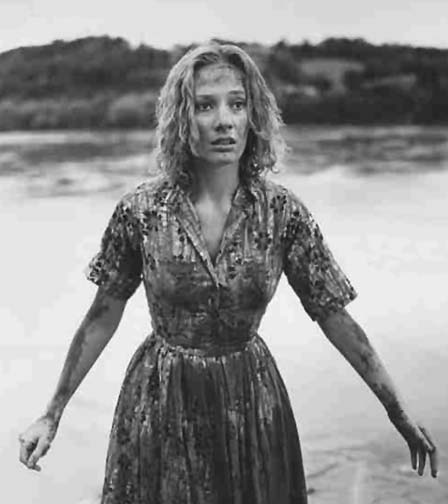
Candace Hilligoss emergente dal fiume all'inizio del film

A tratti Mary sembra riprendere un contatto più saldo con il mondo reale. Una notte, mentre è da sola in chiesa che si esercita a suonare, cade in una sorta di trance. Dopo una breve pausa prende a suonare una strana melodia demoniaca. Comincia a ondeggiare suggestivamente al ritmo della sua musica, e le sue dita distese prendono ad accarezzare i tasti con ampi gesti sensuali molto diversi da quelli usati in precedenza, mentre i suoi piedi nudi si muovono trasognati lungo la fila di pedali, con le dita che li azionano delicatamente quasi sulle punte, in un civettuolo balletto.
Mentre continua a suonare Mary comincia a vivere una prolungata visione di una folla di spettri che emergono dall'acqua per ballare il valzer sulle note della sua musica nella sala da ballo del padiglione in rovina. L'Uomo si avvicina e cerca di raggiungerla mentre lei lo guarda pietrificata dal terrore, ma poco prima che ci riesca, all'improvviso appare il sacerdote che strappa le mani di Mary dall'organo, ed infuriato definisce la sua musica sacrilega. Mary, turbata, se ne va, nonostante il sacerdote poi ammorbidisca i toni e si proponga di redimerla.
Gli spettri appaiono sempre più spesso anche se in alcuni casi si tratta solo di sogni molto realistici. Mary cerca freneticamente di sfuggire loro, ma salita a bordo di un autobus nel tentativo di lasciare la città, scopre che tutti i passeggeri sono spettri e quindi torna al padiglione un'ultima volta, dove scopre un'altra se stessa spettrale ballare allegramente con l'Uomo ed altri simili. Nel tentativo di fuggire dagli spettri che la inseguono cade stremata sulla spiaggia. 
Il sacerdote, il medico, e la polizia, che arrivano al padiglione per indagare, non riescono a spiegare la sua misteriosa scomparsa, poiché le orme dei suoi piedi nella sabbia (le uniche) si interrompono bruscamente e il suo corpo non si trova. 
In fine ci viene mostrato che l'auto sulla quale è caduta dal ponte, è stata finalmente ritrovata e tirata fuori dal fiume. Dentro ci sono i corpi senza vita delle tre ragazze, Mary compresa.

## Produzione
Prodotta dallo stesso regista Herk Harvey con un budget di 33.000 dollari e musicato da Gene Moore, Carnival of Souls si basa più sul clima che sugli effetti speciali per creare l'atmosfera horror.
Herk Harvey era, fino ad allora, un regista e produttore di filmati didattici per la Centron Corporation e viveva a Lawrence (Kansas). Sviluppò il soggetto del film durante una vacanza a Salt Lake City, passando casualmente nei pressi del padiglione abbandonato di Saltair (Utah). Il film venne girato a Lawrence e Salt Lake City in sole tre settimane e vennero utilizzati principalmente talenti locali, mentre il ruolo di protagonista venne affidato alla allora sconosciuta Candace Hilligoss, allieva di Lee Strasberg.

## Distribuzione
La pellicola è entrata nel pubblico dominio negli Stati Uniti.

### Home video
La lunghezza del film varia dai 78 minuti della versione per le sale cinematografiche ai 91 minuti del montaggio originale. L'edizione del film Criterion Collection contiene i 78 minuti della versione cinematografica e un Director's Cut di 83 minuti. L'edizione Legend Films contiene sia la versione in bianco e nero che quella a colori del citato Director's Cut, nonché un divertente commento audio di Michael J. Nelson, autore e protagonista della serie comica di culto Mystery Science Theater 3000, in cui un uomo ed il suo robot fedele assistente sono tenuti prigionieri in una navicella spaziale da uno scienziato cattivo e costretti a guardare terribili B-movie di fantascienza. In un episodio della serie il comico si faceva gioco proprio dei difetti di stile, dovuti al basso budget, di Carnival of Souls.
Il film, mai doppiato e distribuito nelle sale cinematografiche italiane, è stato pubblicato in DVD sottotitolato in italiano nella collana "Drive in Cult" della Enjoy Movies.

## Remake
D'accordo con lo sceneggiatore John Clifford e con il regista Herk Harvey, nel 1998 è stato girato un remake, Carnival of Souls, diretto da Adam Grossman e Ian Kessner, con protagonista Bobbie Phillips. Il remake ha poco in comune con il film del 1962, tranne il finale. Sidney Berger, già apparso nel film originale nel ruolo di John Linden, compare in un cameo come tributo. Il remake narra la storia di una giovane donna (Phillips) che si confronta con l'assassino di sua madre, Larry Miller. I realizzatori del remake avevano richiesto la presenza nella pellicola anche di Candace Hilligoss, la star del primo film, ma ella rifiutò sostenendo che Clifford e il regista le avessero mancato di rispetto iniziando le riprese senza consultarla o prenderla in considerazione per un ruolo in un ipotetico sequel della versione del 1962. Il remake è stato commercializzato come Wes Craven Presenta 'Carnival of Souls'. Il film ha ricevuto recensioni negative dalla maggior parte dei critici e non è riuscito ad ottenere la distribuzione nelle sale, finendo direttamente in home video.

## Influenza culturale
Questo film ha ispirato il videogioco CarnEvil della Midway Games.
L'idea di vedere la gente morta dall'aspetto zombesco sarà utilizzata in innumerevoli film di genere horror, mentre l'idea di fare muovere la gente a scatti nel macabro ballo finale potrebbe avere ispirato Hideo Nakata.
Probabilmente influenzato dai contemporanei Roger Corman e Alfred Hitchcock, Hervey anticipa, in maniera quasi inquietante, film come Beetlejuice di Tim Burton (il make-up di The Man), la sala da ballo in Shining di Stanley Kubrick, le atmosfere del Toby Dammit di Federico Fellini e molto altro cinema horror dei decenni successivi (John Carpenter e altri).